# Czernidłówka gajowa
Czernidłówka gajowa, czernidłak gajowy (Coprinopsis nemoralis (Bender) La Chiusa & Boffelli) – gatunek grzybów należący do rodziny kruchaweczkowatych (Psathyrellaceae).

## Systematyka i nazewnictwo
Pozycja w klasyfikacji według Index Fungorum: Coprinopsis, Psathyrellaceae, Agaricales, Agaricomycetidae, Agaricomycetes, Agaricomycotina, Basidiomycota, Fungi.
Po raz pierwszy opisał go w 1993 r. Harold Bender, nadając mu nazwę Coprinus nemoralis. Badania z zakresu filogenetyki molekularnej wykazały, że rodzaj Coprinus nie był taksonem monofiletycznym i należy go rozbić na rodzaje. W 2017 r. Lillo la Chiusa i Alessandro Boffelli przenieśli Coprinus nemoralis do rodzaju Coprinopsis. W 2025 r. Komisja ds. Polskiego Nazewnictwa Grzybów przy Polskim Towarzystwie Mykologicznym dla rodzaju Coprinopsis zarekomendowała polską nazwę „czernidłówka”.

## Morfologia
Kapelusz
Młody, jeszcze zamknięty jest owalny, prawie kulisty do elipsoidalnego, o średnicy do 4 mm i wysokości do 6 mm, całkowicie pokryty białą, kremową lub jasnoochrową osłoną. Dojrzały, rozpostarty kapelusz ma szerokość do 10 mm, jest wypukły lub płaski, na koniec z lekko wywiniętym brzegiem i osłoną szarzejącą z wiekiem.
Blaszki
L = ok. 18, l = 1–3, wolne, początkowo białe, następnie szarawe, ostatecznie czarne.
Trzon
Wysokość do 50 mm, grubość 0,5–1 mm, walcowaty, u nasady o szerokości do 1,5 mm. Powierzchnia u młodych okazów biała i kłaczkowata, lekko szklista.
Miąższ
O niewyraźnym zapachu.
Cechy mikroskopowe
Bazydiospory 9,7–12,3 × 5,7–6,8 µm, Q = 1,45–1,90, owalne, w widoku z przodu elipsoidalne lub cylindryczno-elipsoidalne, w widoku z boku elipsoidalne, czasami lekko migdałowate, czerwonobrązowe w wodzie, z centralną porą rostkową. Podstawki 15–36 × 7–9 µm, 4-zarodnikowe, otoczone 3–5 nibywstawkami. Pleurocystydy pęcherzykowate, w kształcie cebuli, elipsoidalne lub sprawie cylindryczne, niektóre z przewężeniem środkowym. Osłona składa się z bezbarwnych do lekko żółtawych, gładkich do ziarnistych, kulistych elementów o szerokości do 50 µm. Obecne sprzążki.
Gatunki podobne
Od innych gatunków Coprinopsis mających elipsoidalne zarodniki i pleurocystydy, Coprinopsis nemoralis odróżnia się większymi zarodnikami i cystydami oraz wzrostem na szczątkach drewna.

## Występowanie i siedlisko
W Polsce jego stanowiska podali Karasiński i inni w 2015 roku.
Saprotrof. Owocniki pojedynczo lub w małych grupach na gałęziach i innych kawałkach drewna.